# Вільмар Барріос
Ві́льмар Енрі́ке Ба́рріос Тера́н (ісп. Wílmar Enrique Barrios Terán, нар. 16 жовтня 1993, Картахена) — колумбійський футболіст, півзахисник клубу «Зеніт».
Виступав, зокрема, за клуб «Депортес Толіма», а також національну збірну Колумбії.

## Клубна кар'єра
У дорослому футболі дебютував 2013 року виступами за команду клубу «Депортес Толіма», в якій провів три сезони, відігравши 102 матчі. Більшість часу, проведеного у складі «Депортес Толіма», був основним гравцем команди.
До складу клубу «Бока Хуніорс» приєднався 2017 року. Відтоді встиг відіграти за команду з Буенос-Айреса 48 матчів в національному чемпіонаті.
1 лютого 2019 уклав чотирирічний контракт з російським «Зенітом».

## Виступи за збірні
2016 року захищав кольори олімпійської збірної Колумбії. У складі цієї команди провів 9 матчів. У складі збірної — учасник футбольного турніру на Олімпійських іграх 2016 року у Ріо-де-Жанейро.
2016 року дебютував в офіційних матчах у складі національної збірної Колумбії. Захищав кольори команди на чемпіонаті світу 2018 в Росії. Наразі провів у формі головної команди країни 42 матчі.

## Титули
«Депортес Толіма»
- Володар Кубка Колумбії (1): 2014.

«Бока Хуніорс»
- Чемпіон Аргентини (2): 2016-17, 2017-18

«Зеніт»
- Чемпіон Росії (5): 2018–19, 2019–20, 2020–21, 2021–22, 2022–23, 2023–24
- Володар Кубка Росії (1): 2019–20
- Володар Суперкубка Росії (5): 2020, 2021, 2022, 2023, 2024

Колумбія
- Бронзовий призер Кубка Америки: 2021